# Szumowo (powiat Zambrowski)
Szumowo is een dorp in het Poolse woiwodschap Podlachië, in het district Zambrowski. De plaats maakt deel uit van de gemeente Szumowo en telt 1100 inwoners.